# جلهريري
جلهريري مدينة من مدن الصومال، تقع في وسطها، وتبعد عن العاصمة حوالي خمسمائة كيلومتر، وهي إلى جهة الساحل، وأقرب المدن إليها مدينة عيلبور، وبها مدرسة أهلية: ابتدائية، ومتوسطة، وفيها عدة مساجد، أشهرها المسجد الجامع الكبير، ذو البناء الحديث، وفيه مرافق عدة أهمها حلقات لتحفيظ القرآن الكريم، وينحدر منها أسر عريقة اشتهرت على مستوى الصومال وخارجها من أهمها: أسرة آل طحلو التي اشتهرت بالعلم، والتي ينتسب إليها مجموعة من الدكاترة في علوم وتخصصات مختلفة، وأسرة شيخ إبراهيم المعروفة بالتجارة والعلم، وأسرة سعدال ابتدون المعروفة بسمعتها وتجارتها وعلافاتها، وغير ذلك من الأسر المشهورة.